# NUCKS1
El sustrato nuclear de caseína y quinasas dependientes de ciclina es una proteína que en los humanos está codificada por el gen NUCKS1.